# Palau dels Marquesos d'Alòs (Castellterçol)
El Palau dels Marquesos d'Alòs és un edifici situat a prop de l'absis de l'església parroquial de Castellterçol (Moianès). L'escut d'armes dels Taiadella està catalogat com a bé cultural d'interès nacional.

## Descripció
Consta de planta baixa, pis i golfes. A la façana principal es troba el portal que defineix un eix simètric marcat per tres balcons al primer pis. La porta d'entrada és un arc de mig punt envoltat d'un parament encoixinat. A la dovella central hi ha l'escut de la família Taiadella per dos amorets, i a la seva part inferior hi ha un cap d'àngel amb ales i en la part superior un elm. L'escut consisteix en un arbre a la part central, a la dreta una mà tallant amb una falç el tronc de l'arbre i a l'esquerra mitja lluna.
Quatre mènsules decoratives molt deteriorades sostenen el balcó de la planta noble. El ràfec, realitzat amb encavallada de fusta, presenta en els vèrtex de la teulada gàrgoles de fusta de temàtica figurativa. A la banda esquerra s'ha obert una tribuna d'inspiració medieval.

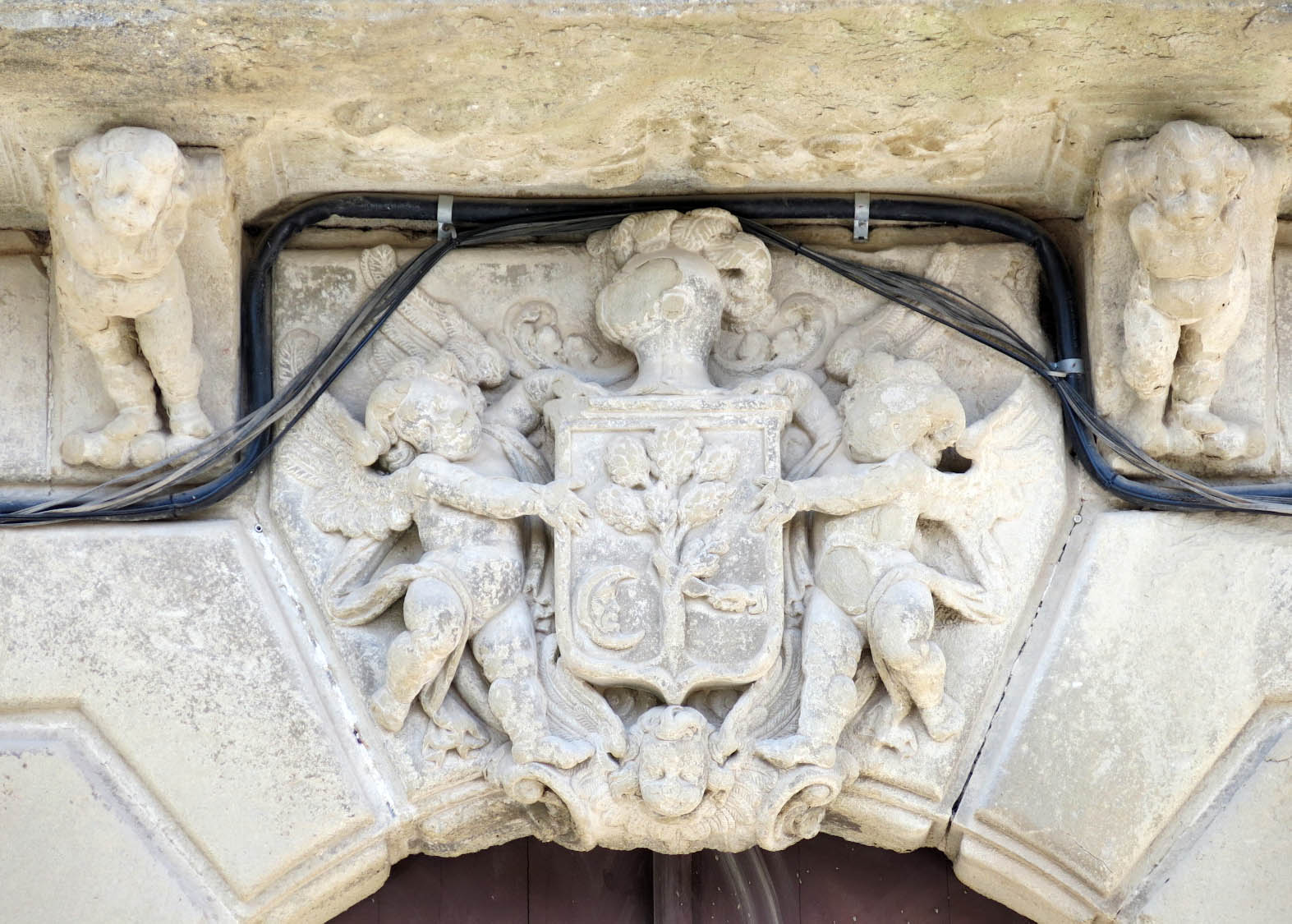
Escut dels Taiadella

## Història
La família Taiadella o Talladella, procedent del mas del mateix nom nom de Castellcir, construí una casa a Castellterçol l'any 1674.